# Luigi Pavese
Luigi Pavese, né le 25 octobre 1897 à Asti, dans le Piémont en Italie et mort le 13 décembre 1969 à Rome, est un acteur italien.

## Biographie
Frère aîné de Nino Pavese, il fit ses débuts très jeune au cinéma, jouant, en 1916, dans deux films muets : La peccatrice et La vampa réalisés respectivement par Roberto Roberti et Achille Consalvi.
En 1921, il fit ses débuts au théâtre, faisant partie de plusieurs compagnies et poursuivant cette activité même pendant les jours les plus dramatiques de la Seconde Guerre mondiale, comme l’Attentat de Via Rasella (23 mars 1944), pendant lequel, en jouant au Teatro Quattro Fontane à Rome dans le spectacle Sai che ti dico ? il prévint le public de ce qui se passait et l'exhorta à garder son calme, en le faisant sortir par la porte secondaire.
Dans les années qui suivirent la Seconde Guerre mondiale, il a surtout été actif au cinéma, interprétant, grâce à un brillant talent inné et à un style autoritaire, des personnages comiques de militaires, de fonctionnaires, d'avocats, de notaires, de médecins, de commissaires, de flatteurs, de comptables et de maris trompés dans des comédies brillantes, surtout aux côtés de Totò (dont il fut le talentueux partenaire dans des films comme Totò cerca moglie de 1950, Totò a colori de 1952, Totò a colori de 1958, Totò a Parigi de 1958, Totòtruffa 62 de 1961), Aldo Fabrizi, Renato Rascel, Walter Chiari et Alberto Sordi.
En tant qu'acteur vocal, il prêta sa voix, entre autres, à Anthony Quinn, Burl Ives, Frank Morgan, Fredric March et Gary Cooper ainsi qu'à des personnages de films d'animation Disney comme le Clown dans Dumbo (1948), Boris dans La Belle et le Clochard (1955), le chien de Terre-Neuve dans Les 101 Dalmatiens (1961), le Colonel Hathi dans Le Livre de la jungle et Ih-Oh dans Winnie l'ourson et l'Arbre à miel (1966).
On l’a vu aussi dans des drames télévisés de la RAI des années 50 et 60, dont : Cime tempestose (1956), réalisé par Anton Giulio Majano, Jane Eyre, autre réalisation de Majano, Il romanzo di un maestro (1959), réalisé par Mario Landi, La cittadella (1964), avec Majano encore une fois, Il conte di Montecristo (1966), réalisé par Edmo Fenoglio et I ragazzi di Padre Tobia (1968), réalisé par Italo Alfaro.

## Filmographie partielle
- 1936 : Il re Burlone d'Enrico Guazzoni

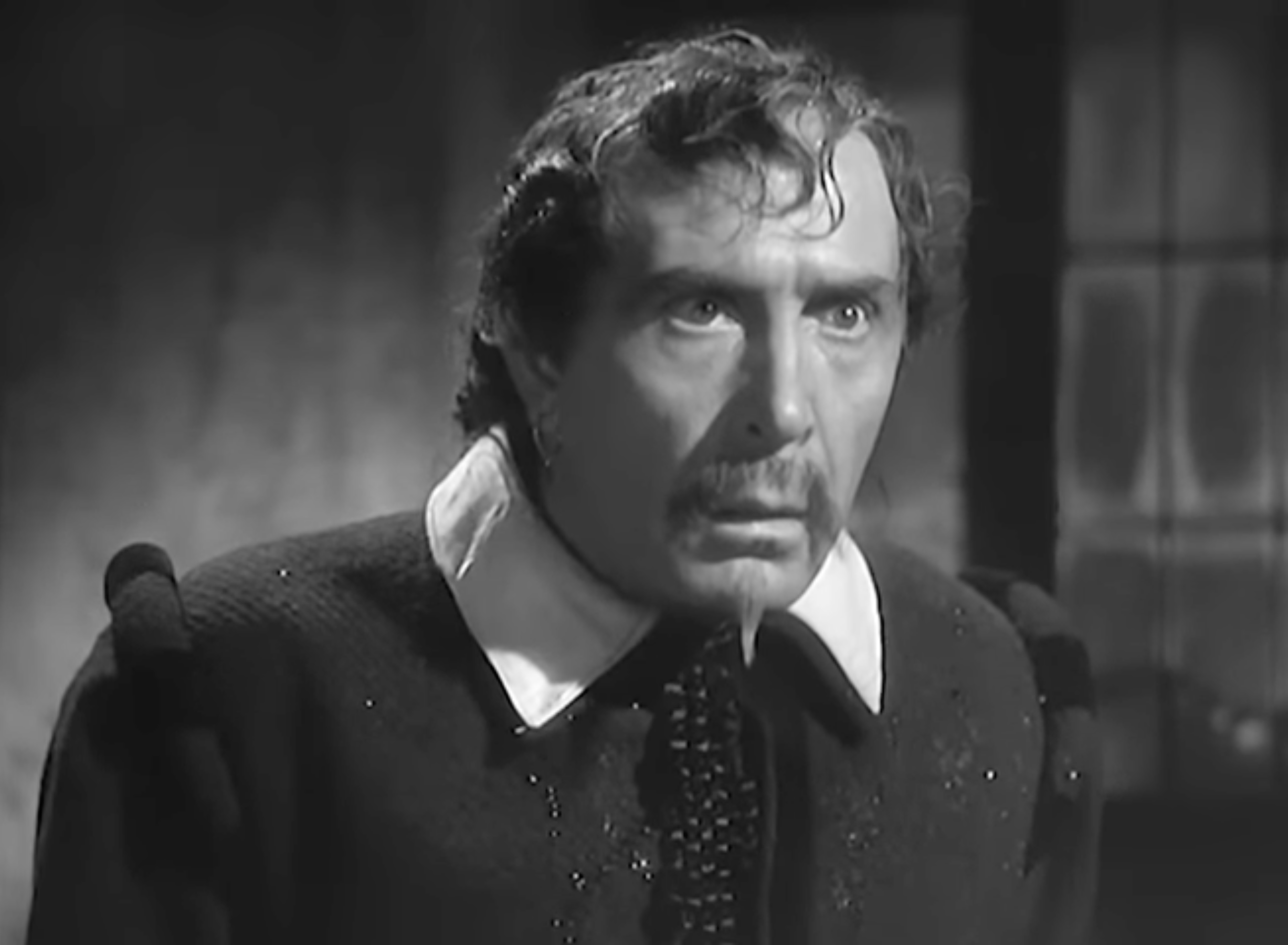
Luigi Pavese dans Beatrice Cenci (1941).

- 1936 : La damigella di Bard de Mario Mattoli
- 1937 : Il dottor Antonio d'Enrico Guazzoni : Aubrey
- 1939 : Ho visto brillare le stelle d'Enrico Guazzoni
- 1939 : Ai vostri ordini, signora de Mario Mattoli
- 1940 : Antonio Meucci d'Enrico Guazzoni : Antonio Meucci
- 1940 : Une lampe à la fenêtre (Una lampada alla finestra) de Gino Talamo
- 1940 : Il capitano degli ussari de Sándor Szlatinay
- 1941 : Les Pirates de Malaisie (I pirati della Malesia) d'Enrico Guazzoni
- 1941 : Beatrice Cenci de Guido Brignone
- 1942 : Les Deux Orphelines (Le due orfanelle) de Carmine Gallone
- 1944 : La fornarina d'Enrico Guazzoni
- 1944 : Circo equestre Za-bum de Mario Mattoli
- 1946 : L’Aigle noir (Aquila nera) de Riccardo Freda : un serviteur
- 1947 : Le avventure di Pinocchio de Giannetto Guardone : Maître Cerise
- 1948 : Les Misérables (I miserabili) de Riccardo Freda : Thénardier
- 1948 : Totò au Tour d'Italie (Totò al giro d'Italia) de Mario Mattoli
- 1948 : Arènes en folie (Fifa e arena) de Mario Mattoli
- 1948 : Les Belles Années (Cuore) de Duilio Coletti et Vittorio De Sica
- 1949 : Il conte Ugolino de Riccardo Freda
- 1949 : Totò le Moko de Carlo Ludovico Bragaglia
- 1949 : Il vedovo allegro de Mario Mattoli
- 1950 : Tombolo, paradis noir (Tombolo, paradiso nero) de Giorgio Ferroni
- 1950 : Mon frère a peur des femmes (L'inafferrabile 12) de Mario Mattoli : Umberto
- 1950 : Totò Tarzan de Mario Mattoli
- 1950 : Le Retour de Pancho Villa (Io sono il capataz) de Giorgio Simonelli
- 1950 : Les Six Femmes de Barbe Bleue (Le sei mogli di Barbablù) de Carlo Ludovico Bragaglia
- 1951 : Le Mousquetaire fantôme (La paura fa 90), de Giorgio Simonelli
- 1952 : L'Héritier de Zorro (Il sogno di Zorro) de Mario Soldati : Don Garcia Fernandez
- 1952 : Mademoiselle la Présidente (La presidentessa) de Pietro Germi : le président Tricoin
- 1952 : Viva il cinema! de Giorgio Baldaccini et Enzo Trapani
- 1953 : Drôles de bobines de Steno
- 1953 : Lulù de Fernando Cerchio
- 1954 : L'Assassin de la rue Paradis (Lo scocciatore (Via Padova 46)) : le chef de bureau
- 1956 : Sous le signe de la croix (Le schiave di Cartagine) de Guido Brignone : Publius Cornelius
- 1956 : Totò quitte ou double (Totò lascia o raddoppia?) de Camillo Mastrocinque
- 1956 : Una pelliccia di visone de Glauco Pellegrini
- 1957 : Dites 33 (Totò, Vittorio e la dottoressa) de Camillo Mastrocinque : un détective
- 1958 : Mia nonna poliziotto de Steno
- 1959 : Totò à Madrid (Totò, Eva e il pennello proibito) de Steno  : l'agent de police
- 1960 : Ces sacrées Romaines (I baccanali di Tiberio) de Giorgio Simonelli
- 1960 : Les Plaisirs du samedi soir (I piaceri del sabato notte) de Daniele D'Anza : Baldini
- 1960 : Chi si ferma è perduto de Sergio Corbucci : Cesare Santoro
- 1960 : L'Homme aux cent visages (Il mattatore) de Dino Risi : l'industriel
- 1960 : Petites Femmes et Haute Finance (Anonima cocottes) de Camillo Mastrocinque
- 1961 : Totò l'Embrouille (Totòtruffa 62) de Camillo Mastrocinque
- 1962 : Les Faux Jetons (Le massaggiatrici) de Lucio Fulci : M. Parodi
- 1962 : Un beau châssis (I motorizzati) de Camillo Mastrocinque
- 1963 : Le Jour le plus court (Il giorno più corto) de Sergio Corbucci : le juge de la cour martiale
- 1966 : Per qualche dollaro in meno de Mario Mattoli
- 1969 : Demande pardon à Dieu, pas à moi... (Chiedi perdono a Dio... non a me), de Vincenzo Musolino : Stuart